# Sphaerodothis viticifoliae
Sphaerodothis viticifoliae är en svampart som beskrevs av Bat. & Nascim. 1956. Sphaerodothis viticifoliae ingår i släktet Sphaerodothis och familjen Phyllachoraceae.   Inga underarter finns listade i Catalogue of Life.